# Roger Damory
Roger Damory (ou d'Amory), né à une date inconnue et mort le 13 ou 14 mars 1322, 1er baron Damory, est un noble et un courtisan anglais, célèbre pour avoir été un temps l'un des favoris du roi Édouard II.

## Biographie

### Origines et premières années

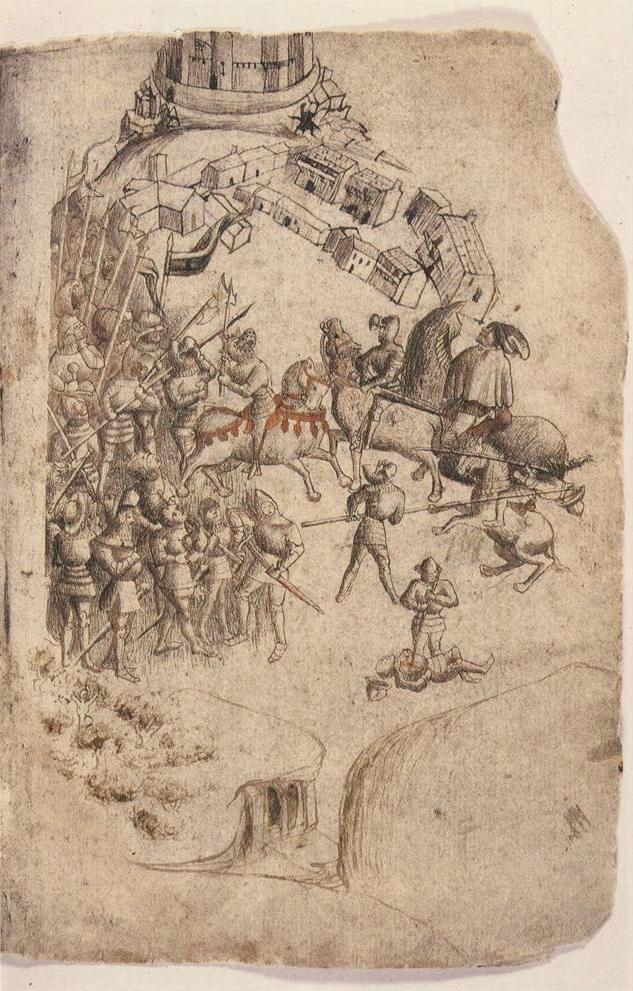
Les prouesses militaires de Damory à Bannockburn lui permettent progressivement d'acquérir de l'influence à la cour. Représentation de la bataille dans le Scotichronicon, un manuscrit du XVe siècle.

Roger Damory est issu d'une famille anglo-normande. Il est le fils cadet de Robert Damory, chevalier qui possède de grandes propriétés à Bucknell et Woodperry, dans l'Oxfordshire, à Thornborough dans le Buckinghamshire et à Ubley dans le Somerset. Son père meurt vers 1285, et malgré les possessions relativement étendues de la famille, Roger Damory n'est que cadet et ne devient que chevalier, tandis que son frère aîné Richard hérite de l'intégralité des possessions paternelles. En 1309, Roger Damory entre dans la suite de Gilbert de Clare, 8e comte de Gloucester. Il combat aux côtés de son maître en 1314 au cours de la bataille de Bannockburn. Malgré la défaite cinglante du roi d'Angleterre Édouard II, Roger Damory est remarqué au cours des combats pour sa grande bravoure. Le roi lui alloue en récompense une pension annuelle de 100 marcs. Ce gain d'argent tombe à point nommé car Roger Damory se trouve en difficultés financières à la suite de la mort du comte de Gloucester à Bannockburn. La générosité du roi Édouard envers Roger a peut-être également été influencée à la demande de Richard Damory, alors Lord-intendant depuis 1311. 

### Favori royal
Cet intérêt porté par le roi à Roger Damory précipite la carrière fulgurante du jeune chevalier. En décembre 1314, Roger est nommé connétable du château de Knaresborough, dans le Yorkshire. En janvier 1315, il poursuit ses services en tant que chevalier au sein de la suite royale. Par la suite, le roi lui accorde plusieurs présents et biens en remerciement. À la fin de l'année 1316, Roger Damory devient un des membres éminents d'un cercle de courtisans, auxquels appartiennent William Montagu et Hugh Audley. Ces favoris exercent peu à peu une influence grandissante sur Édouard II. Roger Damory atteint le sommet de sa gloire en avril 1317, lorsqu'il est autorisé à épouser Élisabeth de Clare, une des nièces du roi qui est aussi la sœur et cohéritière du comte de Gloucester. Du fait de l'important héritage de son épouse — qui détient un tiers des terres du défunt comte de Gloucester —, Damory devient un riche propriétaire terrien et est convoqué pour la première fois le 20 novembre 1317 au Parlement. 
Damory est considéré par les autres barons d'Angleterre comme un favori avide. L'Angleterre se trouve à ce moment-là dans une situation difficile à cause des défaites militaires contre l'Écosse et la Grande famine de 1315-1317. Ces crises, additionnées aux faveurs que fait pleuvoir le roi sur ses courtisans, attirent le mécontentement des grands barons du royaume, dont le chef de file est Thomas Plantagenêt, 2e comte de Lancastre. Damory et Lancastre sont hostiles l'un à l'autre : en octobre 1317, Lancastre occupe les châteaux royaux de Knaresborough et d'Alton, tous deux administrés par Damory. Il accuse également le favori de vouloir attenter à sa vie. En novembre 1317, les barons modérés Aymar de Valence, 2e comte de Pembroke, et Bartholomew de Badlesmere envoient à Damory une lettre dans laquelle ils lui demandent de refuser les nouveaux dons que lui fait le roi. En août 1318, Lancastre et les favoris d'Édouard parviennent à un compromis lors de la signature du traité de Leake.

### Rébellion et mort

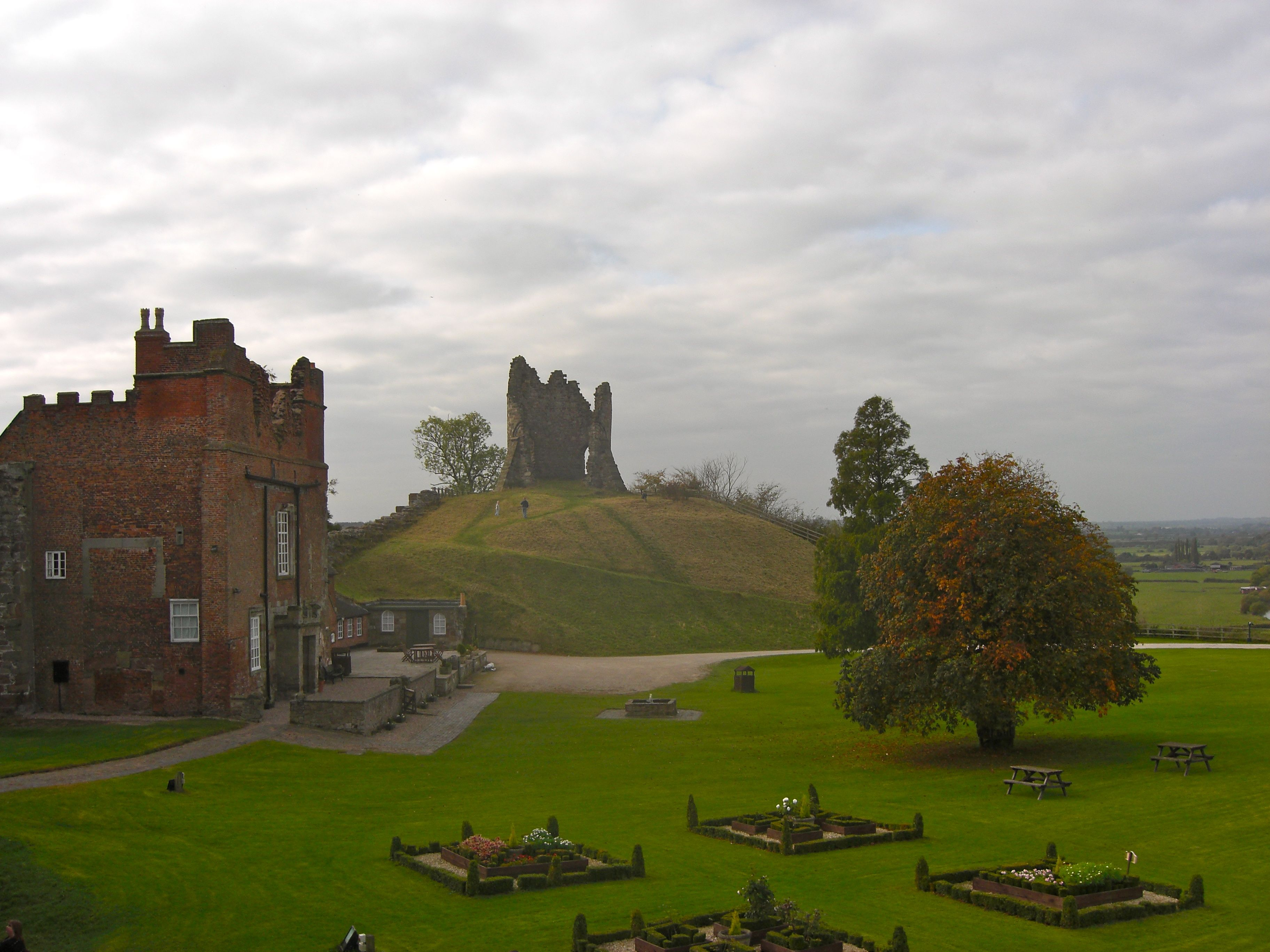
Ruines du château de Tutbury, où Roger Damory meurt de ses blessures en 1322, à la suite d'une révolte infructueuse contre le roi et son favori Hugues le Despenser.

Ce n'est pourtant pas le comte de Lancastre qui met en péril la position de Damory à la cour, mais Hugues le Despenser qui, en octobre 1318, est nommé Lord chambellan. Ce dernier finit par supplanter Damory dans les faveurs du roi. Despenser est l'époux d'Éléonore de Clare, autre sœur du comte de Gloucester. Il tente d'étendre ses terres et ce, au détriment de ses beaux-frères Roger Damory et Hugh Audley. Au début de l'année 1321, Damory et Audley rejoignent les seigneurs des Marches galloises qui, mécontents des intrigues de Despenser, ont occupé ses domaines. Damory est présent à Sherburn-in-Elmet en juin 1321 lorsque Lancastre prend la tête de la coalition des barons contre le roi et Despenser. En août 1321, ils parviennent à imposer l'exil de Despenser. 
Cette situation ne dure pas et, en décembre 1321, Édouard II ordonne le rappel de son favori et part en campagne contre les barons. De son côté, Damory s'empare en janvier 1322 de Worcester. À la suite d'un important revers des barons à la bataille de Burton Bridge le 10 mars, les forces royales s'emparent de Tutbury, où Damory s'est réfugié. Capturé par les forces du roi le 11 mars, il est condamné à mort pour haute trahison mais échappe à la cruelle sentence hanged, drawn and quartered grâce à l'intervention du roi, qui commue la sentence en simple décapitation — sans doute à cause de son mariage avec sa nièce Élisabeth de Clare. Toutefois, Damory est tellement affaibli par la maladie ou par ses blessures qu'il succombe le 13 ou 14 mars 1322, avant de pouvoir être exécuté. Il est enterré à Ware.

## Mariage et descendance
Roger Damory épouse peu avant le 3 mai 1317 Élisabeth de Clare. Ils ont une fille :
- Élisabeth Damory, qui épouse John Bardolf.